# Ernst-Thälmann-Denkmal (Weimar)

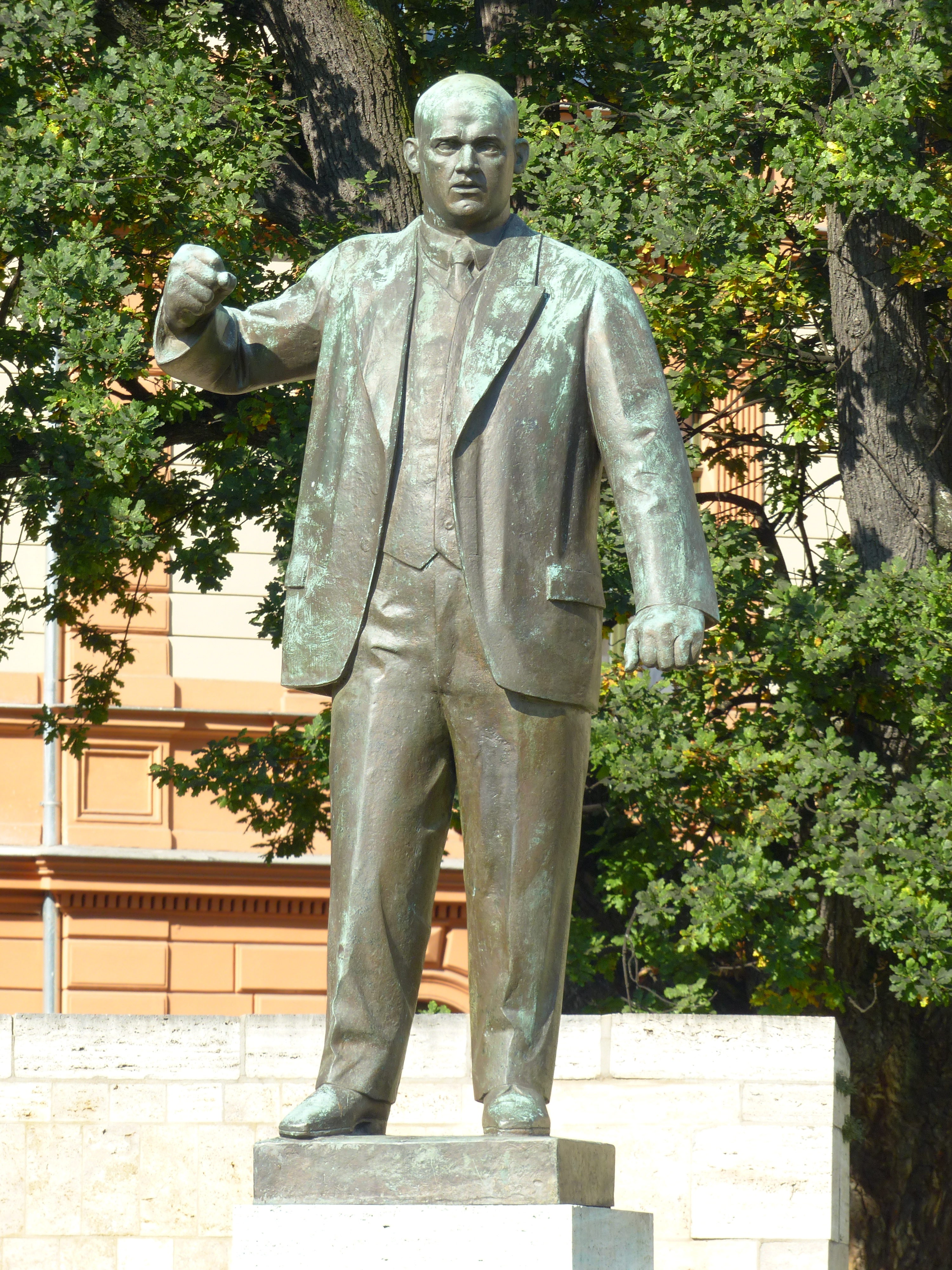
Ernst-Thälmann-Denkmal Weimar

Das Ernst-Thälmann-Denkmal am Buchenwaldplatz in der Nordvorstadt von Weimar, eingeweiht am 17. August 1958, gilt als Denkmal für die Ermordung von 56.000 Häftlingen im ehemaligen Konzentrationslager Buchenwald. Es ist besonders den politischen Gegnern des NS-Regimes, Mithäftlingen des KZs und dem ehemaligen Vorsitzenden der Kommunistischen Partei Deutschlands Ernst Thälmann (1886–1944) gewidmet.

## Geschichte

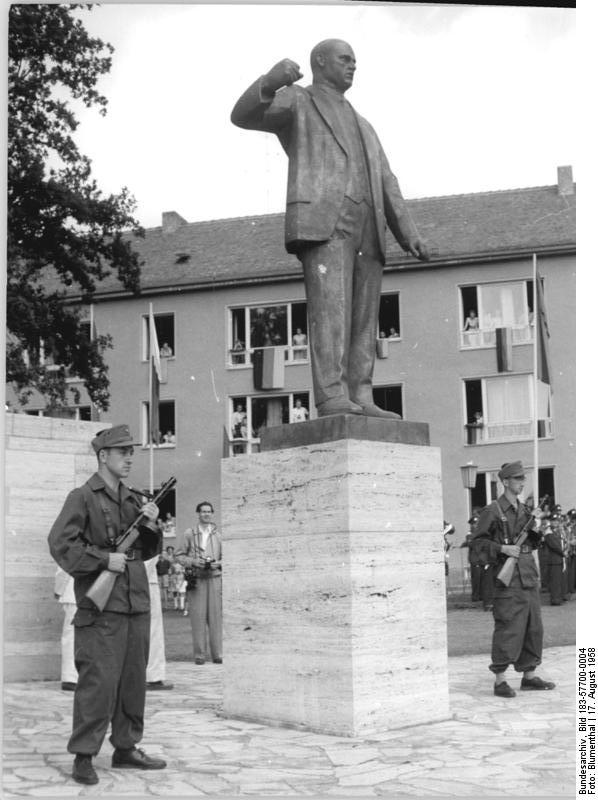
Angehörige der Kampfgruppen der Arbeiterklasse bei der Denkmals-Einweihung am 17. August 1958 als Teil der Vorbereitung zur Einweihung der Mahn- und Gedenkstätte Buchenwald am 14. September des Jahres

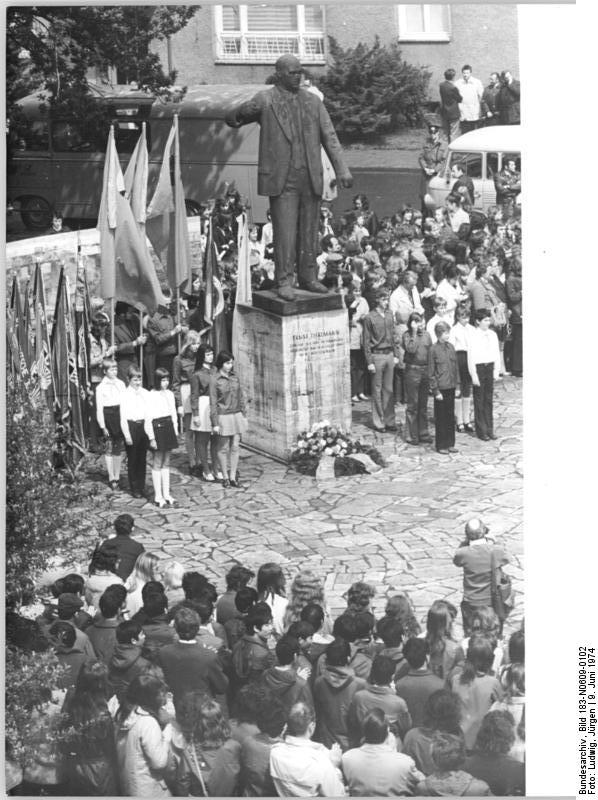
Pioniere und FDJ-Mitglieder aus dem Bezirk Erfurt beim „Kampfmeeting“ am 9. Juni 1974 während der 15. Arbeiterfestspiele am Denkmal auf dem Platz der 56000

Im Januar 1946 wurde der ursprünglich nach dem Staatsminister Christian Bernhard von Watzdorf benannte Platz auf Initiative von Oberbürgermeister Faust in Platz der 51000 (später korr. Platz der 56000) umbenannt. Ein ursprünglich geplantes „Völkerdenkmal der Widerstandsbewegung“ wurde nicht realisiert. An seine Stelle trat am 17. August 1958 das Ernst-Thälmann-Denkmal. Das vorher am Platz gewesene Kriegerdenkmal für die Gefallenen des Deutsch-Französischen Krieges 1870–71 wurde entfernt.
Der in der Werkstatt der Erzgießerei Franz Pirner gegossene Bronze-Hohlguss stammt von dem Dresdener Bildhauer Walter Arnold und war das erste Thälmann-Denkmal der Deutschen Demokratischen Republik. 1960 wurde ein zweiter Bronzeguss dieser Figur an die russische Stadt Puschkin verschenkt, welche zuvor kurzzeitig in Halle aufgestellt gewesen war.

## Symbolik
Das Denkmal zeigt den KPD-Vorsitzenden als charismatischen Redner mit entschlossen geballten Händen in Lebensgröße. Die linke Faust zeigt gen Boden, die kämpferisch erhobene Rechte gibt den Redegestus wieder. Die lebensgroße Bronzestatue steht auf einem hohen Sockel aus Travertin, womit diese zugleich eine Überhöhung erfuhr. Dieses wird zudem noch durch die im Rund angelegte 2,5 Meter hohe Mauer unterstrichen, die diesen Platz zugleich in Richtung Westen abgrenzen soll. Auf dieser steht in großen Kapitalbuchstaben der von Max Zimmering entworfene Satz:
```
AUS EUREM OPFERTOD WÄCHST UNSERE SOZIALISTISCHE TAT
.
```

Auch die Bodenplatten sind aus Travertin. Die Gesamtanlage um die Thälmann-Statue inkl. der Wohnbauten an der Nordseite des Platzes schufen die Architekten Otto Englberger und Siegfried Tschierschky.